# Systém Gebus
Gebus je systém pohonu s elektrickým přenosem výkonu, používaný na menších dieselelektrických lokomotivách a motorových vozech.  Systém zkonstruoval Ing. Moriz Gelinek, spoluzakladatel rakouské firmy GEBUS (jméno firmy je tvořeno ze jmen zakladatelů), která si řešení patentovala  v roce 1924. Licence pak byla prodána do mnoha zemí včetně Československa. Zde jím byly vybaveny některé motorové vozy a úzkorozchodné lokomotivy. Pohon používala i předválečná německá motorová jednotka řady 877 a jednotky z ní odvozené, známé pod označením prestižního spoje DRG Létající Hamburčan.
Pohon se skládá z následujících částí:
- dieselový motor
- kompaundní dynamo pevně spojené s motorem
- kontrolér, který v nejjednodušším případě zajišťuje pouze rozpojení obvodů a reverzaci chodu. Je  spojen s regulací přívodu paliva do motoru a někdy i s regulací předřadného odporu derivačního vinutí dynama.
- stejnosměrné sériové trakční elektromotory
- náhon dvojkolí (řetězový)
- hnaná dvojkolí

Původní systém Gebus má regulaci předřadníku derivačního vinutí dynama, ale u jednodušších konstrukcí mohl být použit pevný předřadník. Ovládání výkonu se děje prostřednictvím změn přívodu paliva do motoru. Kontrolér, slouží k reverzaci chodu přepólováním jednoho z vinutí trakčních elektromotorů (přepólování celého motoru by nezměnilo směr jeho otáčení).
Při správné volbě poměru parametrů motoru, dynama a trakčních motorů probíhá samovolná regulace celého pohonu pouze prostřednictvím zpětné vazby mezi jednotlivými prvky.

## Rozjezd
- Dynamo má sériové i derivační vinutí. Ve volnoběžných otáčkách má ale příliš malé otáčky na to, aby si vyrobilo dostatečný budicí proud.
- Po přidání plynu se zvýší otáčky motoru. Díky remanentnímu magnetismu začne dynamo dodávat malý proud, který zpětně napájí přes motory jeho sériové budicí vinutí (derivačním vinutím teče zatím malý proud, protože obvod má malé napětí – to se ale dá kompenzovat snížením odporu jeho předřadníku). Tento děj díky pozitivní zpětné vazbě vede postupně v průběhu několika sekund (čas závisí na otáčkách motoru) k úplnému nabuzení dynama. Děj je urychlen tím, že při nulových otáčkách mají trakční motory velmi malý vnitřní odpor a proud sériovým vinutím dynama vzrůstá velmi rychle.
- Úměrně nabuzování dynama roste proud, procházející trakčními motory a tím i síla na obvodu kol. Postupným nabuzováním v nízkých otáčkách lze dosáhnout velmi  pozvolného rozjezdu.

## Jízda
- Po rozjezdu postupně roste rychlost a tím i otáčky trakčních motorů. Protože tyto motory mají hyperbolickou charakteristiku točivého momentu, zvyšují se otáčky motoru pouze do okamžiku, kdy dojde k rovnováze výkonu motoru a výkonu potřebnému k překonání jízdního odporu. Tyto otáčky, odpovídající rychlosti lokomotivy, si motor za neměnných podmínek udržuje nadále.
- Zároveň s růstem otáček trakčních motorů roste úbytek napětí na jejich vinutí. Na svorkách dynama proto klesá proud a roste napětí. Klesající proud sériovým vinutím dynama je kompenzován rostoucím proudem derivačním vinutím a dynamo je stále nabuzeno. Právě kvůli této kompenzaci se používá kompaudní dynamo. Díky tomu, že klesá proud protékající dynamem, je jeho rotor méně mechanicky zatížen. Motor proto při stejném množství přiváděného paliva zvýší otáčky. Tím ale dynamo zvyšuje i výroby u proudu a s tím roste moment síly na jeho rotoru. Momentová charakteristika dieselového motoru je poměrně plochá, proto se síly brzy vyrovnají a dojde k rovnováze na mírně vyšších otáčkách.
- Pokud se zvýší zatížení lokomotivy (například při stoupání), dojde ke zpomalení jízdy. Trakční motory se začnou točit při nižších otáčkách a poklesne na nich úbytek napětí.  Proto jimi začne procházet větší proud. To zpětně ovlivní dieselagregát, jehož zatížení vzroste a otáčky proto mírně poklesnou, dokud není nastolena nová rovnováha.

Obsluha může zasahovat do této soustavy změnou přívodu paliva do motoru a nastavit tak rovnováhu při jiných otáčkách a tím i jiné rychlosti.